# Howie Dorough
 (mars 2011).
Si vous disposez d'ouvrages ou d'articles de référence ou si vous connaissez des sites web de qualité traitant du thème abordé ici, merci de compléter l'article en donnant les références utiles à sa vérifiabilité et en les liant à la section « Notes et références ».
Howard Dwaine Dorough, alias Howie Dorough ou Howie D, né le 22 août 1973 à Orlando en Floride (États-Unis), est un chanteur, acteur et auteur-compositeur-interprète, surtout connu pour être membre des célèbres Backstreet Boys.

## Biographie
Howard Dwaine Dorough naît le 22 août 1973 à Orlando dans l'État de la Floride aux États-Unis. Il est né d'une mère portoricaine et d'un père irlandais. Il grandit à Orlando avec ses cinq frères et sœurs.

## Backstreet Boys
Howie rejoint les Backstreet Boys en 1993. Le groupe est alors formé de lui, Nick Carter, Kevin Richardson, A.J. McLean et Brian Littrell. Ils passent trois ans à répéter des leçons de chant et de danse. Ils sortent leur premier album en 1996 qui est un album éponyme. Le disque se vend peu aux États-Unis alors qu'au Québec, le groupe acquit un succès fracassant. Le groupe débarque en Europe et commence à devenir célèbre. Après avoir obtenu le succès dans la majorité de l'Amérique du Nord et de l'Europe, le succès arrive enfin aux États-Unis.
Le groupe devient alors extrêmement populaire, cumulant les numéros 1 dans plusieurs classements musicaux, les records de ventes d'album, les prix récompensant leur carrière, ainsi que plusieurs couvertures sur les magazines pour adolescents. Leurs tournées sont de véritables rassemblements pour leurs fans, se tassant par milliers dans les guichets en espérant avoir des billets. Ils vendent des millions d'albums et sont un groupe phare des années 1990. Après avoir fait la tournée Black & Blue Tour, ils annoncent une pause d'une durée indéterminée.
Lors de l'enregistrement studio de la chanson The Call (album Black and Blue), il laisse échapper une flatulence dont le son est conservé, mixé et intégré aux basses de l'enregistrement final de la chanson.

## Projets en solo
Howie ne fit aucun album après que les BSB eurent annoncé leur pause. Il a toutefois écrit quelques chansons pour George Nozuka, Mandy Moore et Katelyn Tarver. Ce n'est qu'en 2011 que son premier album, intitulé Back To Me, est dévoilé au public.
Côté télévision, il apparaît dans les émissions Sabrina, l'apprentie sorcière et Roswell en tant que guest star.
Il a créé une fondation pour la recherche et récolter des fonds sur le lupus, sa sœur Caroline étant décédée de cette maladie en 1998.

## 2005 - aujourd'hui: Reformation des Backstreet Boys
Après plus de 4 ans d'absence, les Backstreet Boys annoncent leur reformation. Ils sortent leur cinquième album, Never Gone en 2005. Durement accueilli par les critiques, le groupe part tout de même en tournée, de 2005 à 2006. Une fois la tournée terminée, Kevin Richardson annonce qu'il quitte le groupe.
Les Backstreet Boys lancent leur sixième album, Unbreakable en octobre 2007. Le premier single extrait est Inconsolable qui rencontre un succès relatif. Helpless When She Smiles est commercialisé peu après, mais est un échec dans les palmarès et à la radio.
Leur septième album, This Is Us sort en 2009. L'album se démarque des autres avec des sonorités house. Straight Through My Heart est le premier extrait, et a un certain succès. Bigger suit, mais ne rencontre pas le succès escompté.
Kevin Richardson rejoint de nouveau la formation en 2012 de manière permanente. En 2013, le groupe lance son huitième album, In A World Like This.

## Vie personnelle
Howie est marié avec sa petite-amie de longue date, Leigh Boniello, le mariage a eu lieu le 8 décembre 2007. Ils ont un premier fils, James Hoke Dorough, né le 6 mai 2009. Le petit garçon a le prénom Hoke accompagnant son premier prénom en hommage au père d'Howie, Hoke, décédé en juin 2008 d'un cancer des poumons et du cerveau. Ils ont un deuxième fils le 16 février 2013, prénommé Holden John.

## Discographie
2011 : Back to Me

2012 : Live From Toronto

2019 : Which One Am I

### Collaborations
- Show Me What You Got (Howie Dorough avec BoA)
- I'll Be There (Howie Dorough avec Sarah Geronimo)
- ~愛は眠らない(Ai wa Nemuranai)~ (The Gospellers avec Howie Dorough)